# Раскатов Володимир Сергійович
Раскатов Володимир Сергійович (23 жовтня 1957 — 11 січня 2014) — український плавець.
Медаліст Олімпійських Ігор 1976 року.